# سانیویل (تگزاس)
سانیویل، تگزاس(به انگلیسی: Sunnyvale, Texas) شهری در ایالت تگزاس از ایالات جنوبی ایالات متحده آمریکا است. در سرشماری سال ۲۰۰۰، جمعیت این شهر ۴۱۴۸ نفر اعلام شد.

## جستارهای ویژه
- فهرست شهرهای تگزاس